# 彭百川
彭百川（1896年—1953年），中华民国大陆时期教育人物、政府官员。

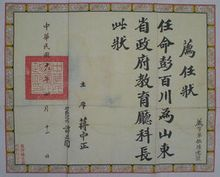
彭百川山东省政府教育厅科长荐任状

## 生平
彭百川出生于江西省永新县，父亲为县衙工作人员，母亲务农。1921年-1928年赴美求学。1921年考取政府官费赴美留学生，每省2名，当年江西省考取的有吴有训、彭百川，国民政府负责一切学费、生活费。先入斯坦福大学教育系，获得硕士学位；后就读哥伦比亚大学语言学院，取得博士学位。1928年加入国立山东大学筹委会。1929年4月12日，国民政府主席蒋中正与行政院院长谭延闿任命为山东省政府教育厅科长。1937年- 1945年随国民政府迁都重庆，在教育部任秘书长。1945年-1949年随政府返回南京生活，作为国立中央大学教授，兼中央大学师范学院附中校长。 1949年中华人民共和国建立后，作为原国立中央大学（现南京大学）教授接受改造学习。1953年受不公正待遇，在狱中病逝。

## 个人功绩

### 参与创立山东大学
1928年8月，南京国民政府教育部根据山东省政府教育厅的报告，下令在省立山东大学的基础上筹建国立山东大学。并由何思源、魏宗晋、陈雪南、赵畸、王近信、彭百川、杨亮功、杨振声、杜光埙、傅斯年、孙学悟等11人组成国立山东大学筹备委员会，着手筹备工作。在筹备过程中，蔡元培力主将国立山东大学设在青岛，取得教育部长蒋梦麟的同意。1929年6月，国立山东大学筹备委员会奉令改为国立青岛大学筹备委员会，除接收省立山东大学外，并将私立青岛大学校产收用，筹备国立青岛大学。 1930年4月，国民政府任命杨振声为国立青岛大学校长。9月21日，国立青岛大学举行开学典礼，正式成立。1932年，行政院议决，将国立青岛大学改为国立山东大学，任命赵太侔（赵畸）接任校长。

### 推行贷金制度
- 1938年后任教育部秘书长（部长为陈立夫，1938-1944）。参与推行贷金制度。该制度主要用以对青年的救济和训练，这个办法来资助那些来自战区的没有经济来源的学生。据统计，战时由中学至大学毕业，全部靠贷金或公费完成学业的，大约有12万多人，包括像李政道、杨振宁这些后来的知名学者，顺利地念完西南联大，皆得益于贷金制度，这项制度，为中国培养出大批的优秀高级人才起了很大的作用。

### 支持革命
- 彭百川在教育部与中央大学附中工作期间，多次保护进步学生与中国共产党党员，资助多位青年赴延安参加革命。

## 家庭情况
- 彭百川与杨英民结为夫妻。杨英民出身永新县书香门第，贤良淑德。育三女，均为高级知识分子。